# Histoire de la sexualité
Histoire de la sexualité est un ouvrage du philosophe français Michel Foucault (1926-1984) initialement paru en trois tomes aux Éditions Gallimard, entre 1976 et 1984. 
1. La Volonté de savoir (1976)
2. L'Usage des plaisirs (1984)
3. Le Souci de soi (1984)
4. Les Aveux de la chair (2018, posthume)

## Projet initial
Initialement, le projet de l'auteur était d'écrire et publier six tomes dont les titres annoncés par la quatrième de couverture du premier volume sont les suivants : 
1. La volonté de savoir
2. La chair et le corps
3. La croisade des enfants
4. La femme, la mère et l'hystérique
5. Les pervers
6. Populations et races.

## Tome 1:La Volonté de savoir

### Présentation
La Volonté de savoir est le premier volume de son Histoire de la sexualité. Il problématise la démarche du penseur. Foucault s'y assigne comme tâche d'interroger la sexualité de manière diachronique en s'attachant davantage aux discours qu'aux pratiques. L'auteur exprime ainsi une pensée centrale de l'ouvrage : « […] le discours sur le sexe, depuis trois siècles maintenant, a été multiplié plutôt que raréfié ; et […] s’il a porté avec lui des interdits et des prohibitions, il a d’une façon plus fondamentale assuré la solidification et l’implantation de tout un disparate sexuel ». Dans sa forme, l'Histoire de la sexualité est un cycle de cours entrepris dans les années 1970 au Collège de France.

### Notions présentes dans l'ouvrage

#### Repenser l'histoire de la sexualité en tant que répression
Le parti-pris de Foucault, dans le premier tome, va à l'encontre de l'orthodoxie de l'époque : il se refuse, comme l'a fait mai 1968, de réduire la compréhension de la sexualité à une histoire de la répression qui serait associée à l'avènement de la société bourgeoise et du capitalisme : « XVIIe siècle : ce serait le début d’un âge de répression, propre aux sociétés qu’on appelle bourgeoises, et dont nous ne serions peut-être pas encore tout à fait affranchis. […] Or, à prendre ces trois derniers siècles dans leurs transformations continues, les choses apparaissent bien différentes : autour, et à propos du sexe, une véritable explosion discursive ». Contre cette hypothèse de la sexualité réprimée, il argue que, « depuis l’âge classique il y [a] eu une majoration constante et une valorisation toujours plus grande du discours sur le sexe », qu'il s'agisse de discours de rationalisation, de gestion (« la conduite sexuelle de la population est prise à la fois pour objet d’analyse et cible d’intervention […]. Naît l’analyse des conduites sexuelles, de leurs déterminations et de leurs effets, à la limite du biologique et de l’économique. ») ou de répression de la sexualité. Car Foucault ne nie pas qu'il y ait eu répression, seulement il remet en question cette interprétation et cherche à comprendre comment elle s'est imposée comme hégémonique, tout en abordant la question de l'histoire de la sexualité par un angle tout à fait différent. Cette répression s'est doublée d'une gestion qu'il souligne : « Jusqu’à la fin du XVIIIe siècle, […] droit canonique, pastorale chrétienne et loi civile […] fixaient, chacun à leur manière, le partage du licite et de l’illicite. [...] Dans la liste des péchés graves, séparés seulement par leur importance, figuraient le stupre (relations hors mariage), l’adultère, le rapt, l’inceste spirituel ou charnel, mais aussi la sodomie, ou la “caresse réciproque” ». 
Quant aux tribunaux, ils pouvaient condamner aussi bien l’homosexualité que l’infidélité, le mariage sans le consentement des parents ou la bestialité ». Ces anomalies se trouvaient opposées au couple marié auquel toutefois la multiplicité des discours qu'ont connus les XVIIIe et XIXe siècles a fait subir des modifications. Cette « alliance légitime » est devenue une norme bénéficiant d'une discrétion et d'un silence qui, justement, renforçait son caractère habituel. Inversement, les discours sur la sexualité se sont alors penchés de plus belle sur celle des enfants, des fous, des criminels, des homosexuels, etc. Cet intérêt renouvelé pour la sexualité hors normes a, selon Foucault, affaibli la sévérité des punitions légales au profit de la médecine et de son propre discours sur le sujet. Il a aussi mené à une spécification des individus et une incorporation des perversions, si bien que « l’homosexuel du XIXe siècle est devenu un personnage : un passé, une histoire et une enfance, un caractère, une forme de vie ; une morphologie aussi, avec une anatomie indiscrète et peut-être une physiologie mystérieuse. Rien de ce qu’il est au total n’échappe à sa sexualité. Partout en lui, elle est présente […]. Elle lui est consubstantielle, moins comme un péché d’habitude que comme une nature singulière. Il ne faut pas oublier que la catégorie psychologique, psychiatrique, médicale de l’homosexualité s’est constituée du jour où on l’a caractérisée […], moins par un type de relations sexuelles que par une certaine qualité de la sensibilité sexuelle, une certaine manière d’intervertir en soi-même le masculin et le féminin. L’homosexualité est apparue comme une des figures de la sexualité lorsqu’elle a été rabattue de la pratique de la sodomie sur une sorte d’androgynie intérieure, un hermaphrodisme de l’âme. Le sodomite était un relaps, l’homosexuel est maintenant une espèce ». 
Quant à la famille elle-même, le modèle conjugal « légitime » se trouve investi d'autres dimensions de la sexualité qui nuancent son caractère hégémonique : « [La famille] est aussi un réseau de plaisirs-pouvoirs articulés selon des points multiples et avec des relations transformables. […] la polarité établie entre la chambre des parents et celle des enfants […], la ségrégation relative des garçons et des filles, les consignes strictes de soins à donner aux nourrissons (allaitement maternel, hygiène), l’attention éveillée sur la sexualité infantile, les dangers supposés de la masturbation, l’importance accordée à la puberté, […] tout cela fait de la famille, même ramenée à ses plus petites dimensions, un réseau complexe, saturé de sexualités multiples, fragmentaires et mobiles ».

#### La vérité du sexe
Une autre notion importante de l'ouvrage est celle de vérité du sexe qui se déclinerait en deux tendances : une ars erotica dans laquelle cette vérité tiendrait au plaisir et une scientia sexualis dans laquelle la vérité tiendrait à une gestion de ce qui est permis ou défendu, puis, conséquemment, à la pratique de l'aveu (p. 77-78) : « […] l’aveu est un rituel de discours où le sujet qui parle coïncide avec le sujet de l’énoncé; c’est aussi un rituel qui se déploie dans un rapport de pouvoir, car on n’avoue pas sans la présence au moins virtuelle d’un partenaire qui n’est pas simplement l’interlocuteur, mais l’instance qui requiert l’aveu, l’impose, l’apprécie et intervient pour juger, punir, pardonner, consoler, réconcilier […]. Les motivations et les effets qu’on en attend [de l’aveu, aujourd’hui] se sont diversifiés, de même que les formes qu’il prend : interrogatoires, consultations, récits autobiographiques, lettres; ils sont consignés, transcrits, réunis en dossiers, publiés et commentés. » (p. 82-85). L'inventaire de ces discours d'aveu a profité largement de la naissance de la psychanalyse qui a permis à une science du sujet de se développer autour de la sexualité (p. 94).

#### Le pouvoir
L'auteur invoque également la notion de pouvoir qui, dans son acception habituelle, renvoie à une instance juridique et monolithique visant à interdire, censurer ou plus généralement ordonner et régler les comportements liés à la sexualité. Il lui préfère une conception plus large d'un pouvoir omniprésent mais non monolithique, lié notamment à des processus économiques, des rapports de connaissance et des relations sexuelles, et qui se caractérise par « la multiplicité des rapports de force qui sont immanents au domaine où ils s’exercent, et sont constitutifs de leur organisation; le jeu qui par voie de luttes et d’affrontements incessants les transforme, les renforce, les inverse; les appuis que ces rapports de force trouvent les uns dans les autres, de manière à former chaîne ou système, ou, au contraire, les décalages, les contradictions qui les isolent les uns des autres; les stratégies enfin dans lesquelles ils prennent effet, et dont le dessin général ou la cristallisation institutionnelle prennent corps dans les appareils étatiques, dans la formulation de la loi, dans les hégémonies sociales. […] c’est le socle mouvant des rapports de force qui induisent sans cesse, par leur inégalité, des états de pouvoir, mais toujours locaux et instables » (p. 121-122). Aux rapports de pouvoir la résistance est toujours présente et participante. Cette conception du pouvoir invite à « immerger la production foisonnante des discours sur le sexe dans le champ des relations de pouvoir multiples et mobiles » (p. 129) plutôt que d'associer toute oppression vécue à une forme unique du pouvoir, le pouvoir juridico-discursif. Elle invite également à considérer la mobilité du pouvoir et, par conséquent, son aspect modifiable. Les discours tiennent dans cette organisation, ce jeu, un rôle fondamental puisque s'y rencontrent le pouvoir et le savoir : « Le discours véhicule et produit du pouvoir; il le renforce mais aussi le mine, l’expose, le rend fragile et permet de le barrer. De même le silence et le secret abritent le pouvoir, ancrent ses interdits; mais il desserrent aussi ses prises et ménagent des tolérances plus ou moins obscures. [...] Il n’y a pas d’un côté le discours du pouvoir et en face, un autre qui s’oppose à lui. Les discours sont des éléments ou des blocs tactiques dans le champ des rapports de force […] il faut les interroger [les discours sur le sexe] aux deux niveaux de leur productivité tactique (quels effets réciproques de pouvoir et de savoir ils assurent) et de leur intégration stratégique (quelle conjoncture et quel rapport de force rend leur utilisation nécessaire en tel ou en tel épisode des affrontements divers qui se produisent) » (p. 133-135).
La sexualité serait un domaine où les relations de pouvoir s'exerceraient pleinement et Foucault en vient à définir ce qu'il nomme le dispositif de sexualité, fondé sur quatre figures ou ensembles stratégiques (de pouvoir et de savoir) : hystérisation ou sexualisation du corps de la femme, pédagogisation ou surveillance de la sexualité de l'enfant, socialisation des conduites procréatrices et psychiatrisation des plaisirs pervers (p. 137-138). Ces paramètres permettraient de distinguer un dispositif d’alliance (mariage et lien entre partenaires au statut défini, parenté, transmission et circulation des biens, filiation, règles et prescriptions, stabilisation du corps social) et un dispositif de sexualité qui se superpose au précédent (techniques mobiles et conjoncturelles de pouvoir, extension des domaines et formes de contrôle, importance des sensations du corps, liaison à l'économie par le corps qui produit et consomme, vise l'invention et la prolifération) (p. 141) et qui a, par ailleurs, longtemps été l'apanage de la bourgeoisie aux dépens des couches populaires (p. 161). De ces constatations, Foucault tire la conclusion que « la sexualité est liée à des dispositifs récents de pouvoir; [qu’]elle a été en expansion croissante depuis le XVIIe siècle; [que] l’agencement qui l’a soutenue depuis lors n’est pas ordonné à la reproduction; [qu’]il a été lié dès l’origine à une intensification du corps — à sa valorisation comme objet de savoir et comme élément dans les rapports de pouvoir » (p. 141). Le passage du premier dispositif au second (quoiqu'ils coexistent et se chevauchent) rend compte d'un changement de préoccupation : « on est passé d’une problématique de la relation à une problématique de la “chair” » (p. 142).
C'est au XVIIIe siècle que Foucault situe la naissance d'une nouvelle technologie du sexe déterminée par la science et la médecine (plutôt que la religion) : le « […] grand domaine médico-psychologique des “perversions” […] allait prendre la relève des vieilles catégories morales de la débauche ou de l’excès » (p. 156). L'auteur situe bien sûr la psychanalyse au centre de cette transformation : « [...] la position singulière de la psychanalyse se comprendrait mal, à la fin du XIXe siècle, si on ne voyait la rupture qu’elle a opéré par rapport au grand système de la dégénérescence : elle a repris le projet d’une technologie médicale propre à l’instinct sexuel; mais elle a cherché à l’affranchir de ses corrélations avec l’hérédité, et donc avec tous les racismes et tous les eugénismes » (p. 157).

#### Le bio-pouvoir
L'importance renouvelée du corps amène l'auteur à parler de bio-pouvoir, soit « un élément indispensable au développement du capitalisme ; celui-ci n’a pu être assuré qu’au prix de l’insertion contrôlée des corps dans l’appareil de production et moyennant un ajustement des phénomènes de population aux processus économiques » (p. 185). Sur ce fond, c'est la vie (prolongement de la réalité du corps) plutôt que le droit qui a servi à mettre de l'avant diverses revendications sociales modernes et le sexe a été un des motifs majeurs de ces revendications puisque, nous dit Foucault, « il est à la charnière des deux axes le long desquels s’est développée toute la technologie politique de la vie. D’un côté il relève des disciplines du corps […]. De l’autre, il relève de la régulation des populations, par tous les effets globaux qu’il induit » (191-192). Il ajoute : « Nous sommes […] dans une société du sexe ou plutôt à sexualité : les mécanismes du pouvoir s’adressent au corps, à la vie, à ce qui la fait proliférer, à ce qui renforce l’espèce, sa vigueur, sa capacité de dominer, ou son aptitude à être utilisée. Santé, progéniture, race, avenir de l’espèce, vitalité du corps social, le pouvoir parle de la sexualité et à la sexualité ; celle-ci n’est pas marque ou symbole, elle est objet et cible » (p. 194)
Bref, pour Foucault, la culture occidentale révèle depuis le XVIIe siècle une volubilité de la sexualité ; volubilité du discours sur le sexe qui même lorsque le discours est réticent à nommer montre qu'il n'a d'autre préoccupation, paradoxe fondamental dans la démarche foucaldienne. Le XIXe siècle d'ailleurs, qui s'empare de la sexualité, notamment par le prisme du discours médical, montre que le souci de « la technologie du sexe » est au cœur des préoccupations : "Par quelle spirale en sommes-nous arrivés à affirmer que le sexe est nié, à montrer ostensiblement que nous le cachons, à dire que nous le taisons –, et ceci en le formulant en mots explicites, en cherchant à le faire voir dans sa réalité la plus nue, en l'affirmant dans la positivité de son pouvoir et de ses effets ? se demande Foucault. Ironie de ce dispositif, conclut-il : il nous fait croire qu'il y va de notre « libération ».

## Tome 2:L'Usage des plaisirs
L'Usage des plaisirs retrace l'« enquête historique [de Foucault] sur les sources de notre sexualité occidentale. [Foucault] a dû infléchir son projet initial pour s'intéresser aux sources antiques, grecques et surtout romaines, c'est-à-dire à la période préchrétienne où se sont élaborés les cadres et les formes essentielles de cette sexualité. » Foucault explore les notions de sexualité et plaisir sous toutes leurs dimensions. La question morale est développée tout au long de l'ouvrage et liée à la sexualité et à ses pratiques catégorisées normales et anormales. Foucault s'intéresse à l'institution du mariage comme une économie qui gère à la fois la sexualité et le plaisir et termine le livre par un chapitre qui s'intitule « Le véritable amour ».

## Tome 3:Le Souci de soi
Le troisième volume de l'Histoire de la sexualité est consacré à un thème à la fois antique et très contemporain : la formation de l'individu telle qu'elle a été développée à travers des textes peu analysés – Artémidore, Galien, le Pseudo-Lucien. En effet, la formation du corps, la perspective du mariage, les relations avec la femme comme celles avec les autres garçons, les représentations du plaisir s'inscrivent toutes dans un horizon politique et culturel de la Cité, et toutes s'identifient et se confrontent à l'idéal de la vie bonne. Le souci de son corps, de son éducation au plaisir n'est pas compris d'un point de vue naïvement eudémoniste d'un culte du moi, mais toujours interprété en fonction d'un idéal de vie qui n'est absolument pas celui de l'excellence chrétienne du saint où l'ascèse préfigure le détachement du monde. 
Le souci de soi n'est pas égoïsme étroit, mais recherche de la vie selon un ordre qui assure la pérennité de la Cité, et que l'on cherche à déduire de la nature telle qu'on en comprend les lois. Foucault rétablit certains liens, rompus par la modernité, avec une tradition antique classique qu'il nous fait redécouvrir.

## Tome 4:Les Aveux de la chair
Dans ce quatrième tome publié à titre posthume en 2018 et édité par Frédéric Gros, Foucault entreprend de cerner, grâce à l’étude des textes de figures marquantes de la Patristique (Clément d’Alexandrie ou de Jean Chrysostome), les fondements théoriques qui ont mené à l’établissement de valeurs comme le culte de la vie et le mépris du corps, la soumission et la domination de la volonté. Par la direction adéquate des pensées et des désirs, le sujet en arrive à se révéler à lui-même et à concilier divers registres de vérité souvent en tension, dans l’un des paradoxes de la spiritualité chrétienne : « la véridiction de soi-même est liée fondamentalement à la renonciation à soi » (p. 145), c’est-à-dire que le soi est appelé à se renier lui-même pour arriver à correspondre, en pensées comme en actions, aux préceptes de l’idéal chrétien.